# Moder (Fluss)
Die Moder ist ein etwa 82 km langer linksseitiger Zufluss des Rheins. Die Moder entwässert mit ihren Zuflüssen den größten Teil des südlichen Wasgaus sowie der nördlichen Vogesen und den Norden der unterelsässischen Rheinebene im Département Bas-Rhin. Das Einzugsgebiet umfasst 1.720 km². Ihr Name wird zurückgeführt auf die gallische Flussgottheit Matrae.

## Name
Im Jahr 702 wurde der Fluss als fluuius matra erstmals urkundlich erwähnt. Der Name leitet sich wahrscheinlich von keltisch *mātr- 'Mutter' im Sinne von „Mutterfluss des Unterelsass“ ab. Der Name des keltischen Stammes der Mediomatriker könnte „die in der Mitte, d.h. zu beiden Seiten, der Moder wohnen“ bedeuten.

## Geographie

### Verlauf
Die Moder entspringt auf 330 m Höhe bei Moderfeld nahe Zittersheim und fließt zunächst in nordöstliche Richtung nach Wingen-sur-Moder (Wingen an der Moder). Ab hier begleiten die Bahnlinie Saarbrücken – Straßburg und die D 919 den Fluss, der nun bis kurz vor der Mündung nach Südosten läuft. Über Wimmenau erreicht er bei Ingwiller den Rand der Rheinebene. Bei Obermodern, Pfaffenhoffen und Niedermodern durchfließt er bäuerliches Land. Von links stößt bei La Walck der Rothbach dazu. Anschließend streift die Moder den Süden des Heiligen Forst (Forêt de Haguenau) und nimmt bei Schweighouse-sur-Moder, kurz vor Erreichen der Stadt Hagenau, von links die Nördliche Zinsel auf. Die Landschaft ist hier von Industrie, Gewerbe, Verkehrs- und Energieversorgungsanlagen geprägt. Den Stadtkern unterquert der Fluss teilweise verrohrt und läuft danach bei Kaltenhouse, Oberhoffen-sur-Moder und dem Städtchen Bischwiller eingezwängt zwischen Verkehrswegen.
Nachdem sie bei Rohrwiller die A 35 unterquert hat, wendet sich die Moder an der Einmündung der Zorn nach Norden und läuft im Altrheinbett in nur wenige hundert Metern Abstand zum Rhein, diesem nach Hauptrichtung parallel, jedoch stark gewunden durch die Rheinauen, vorbei an Drusenheim, Dalhunden, Stattmatten, Auenheim und Fort-Louis. An ihrer früheren Mündung liegt heute der Polder Moder. Beim Bau der Staustufe Iffezheim wurde die Moder nach Norden verlängert und mündet heute bei Rhein-Kilometer 334,500 in das Unterwasser der Staustufe.

### Nebenflüsse der Moder
- Schuesselthalbaechel (links), 5,0 km
- Fischbach (links), 3,6 km
- Moosbaechel  (Mossbaechel) (rechts), 4,2 km
- Meisenbach (rechts), 12,4 km
- Seelbach (links), 5,3 km
- Weinbaechel (rechts), 4,1 km
- Soultzbach (rechts), 8,3 km
- Tiermattgraben (Dorfgraben) (links), 6,2 km
- Wappachgraben (rechts), 6,4 km
- Rothbach (links), 22,8 km
- Hengstbaechel (rechts), 2,8 km
- Landgraben (links), 6,6 km
- Nördliche Zinsel (links), 43,2 km
  - Falkensteinerbach (l)
    - Schwarzbach (l)
- Jaegerbaechel (rechts), 11,4 km
- Zeltenbaechel (rechts), 2,9 km
- Erlengraben (rechts), 3,4 km
- Rotbaechel (Rothgraben) (rechts), 7,7 km
- Waschgraben (rechts), 6,2 km
- Kesselgraben (rechts), 8,8 km
- Zorn (rechts), 96,8 km
- Kleinbach (rechts), 3,0 km
- Landgraben (Kohlgiessen) (rechts), 41,2 km

## Geschichte
Vom Spätsommer bis zum Winter des Jahres 1705 im Spanischen Erbfolgekrieg standen sich an der Moderlinie gegnerische Truppen gegenüber. Ende dieses Jahres besetzte Ludwig von Baden Hagenau und Drusenheim.
1945 rückten im Zuge der Operation Undertone amerikanische Truppen über die Moder bis zum Rhein vor.

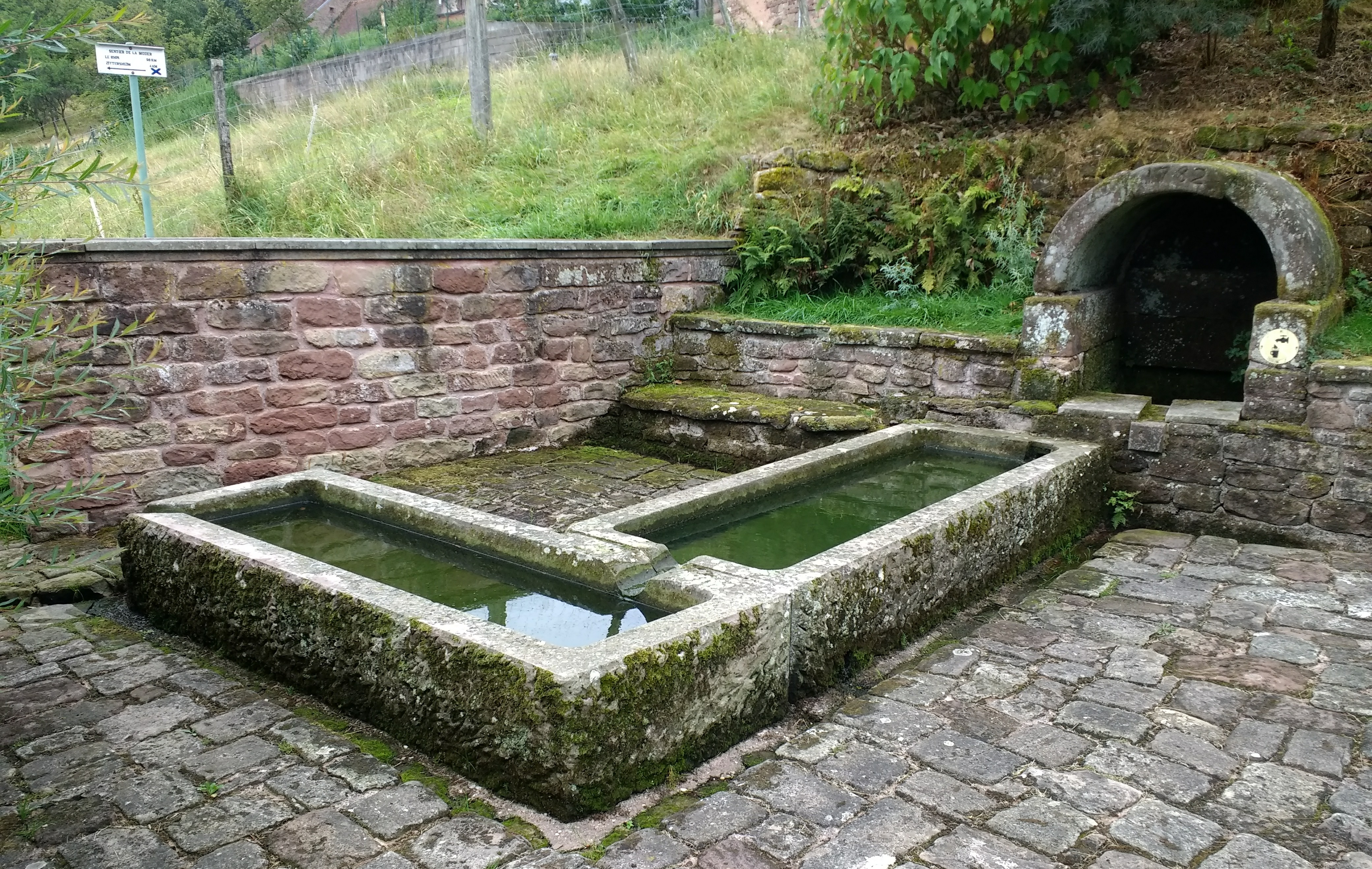
Die Quelle der Moder bei Moderfeld
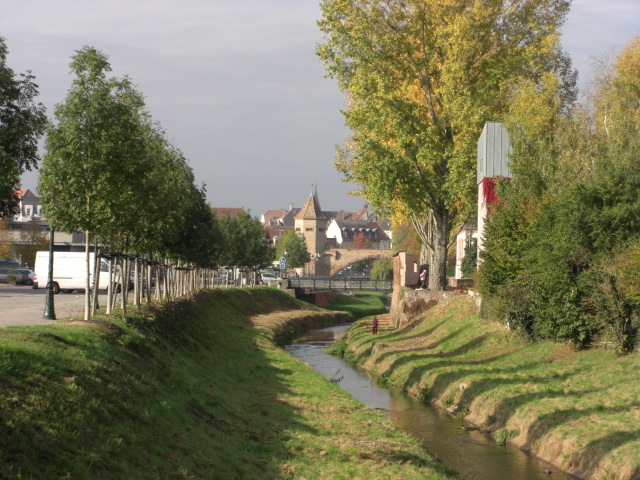
Flussarm der Moder, der das Zentrum von Hagenau teilweise unterirdisch durchfließt, unterhalb des Fischertores
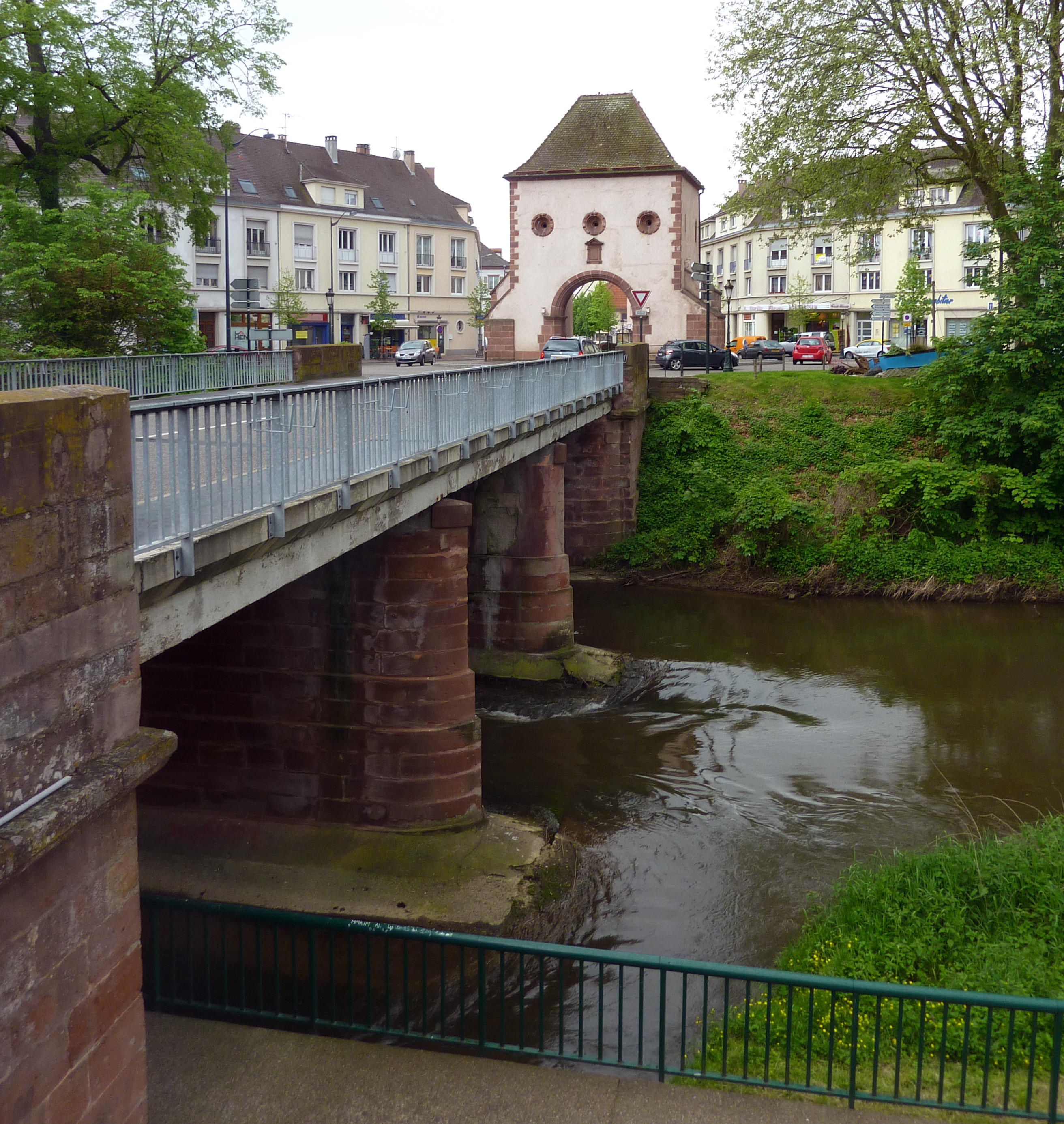
Hauptarm der Moder, der Hagenau nördlich umfließt, beim Weißenburger Tor
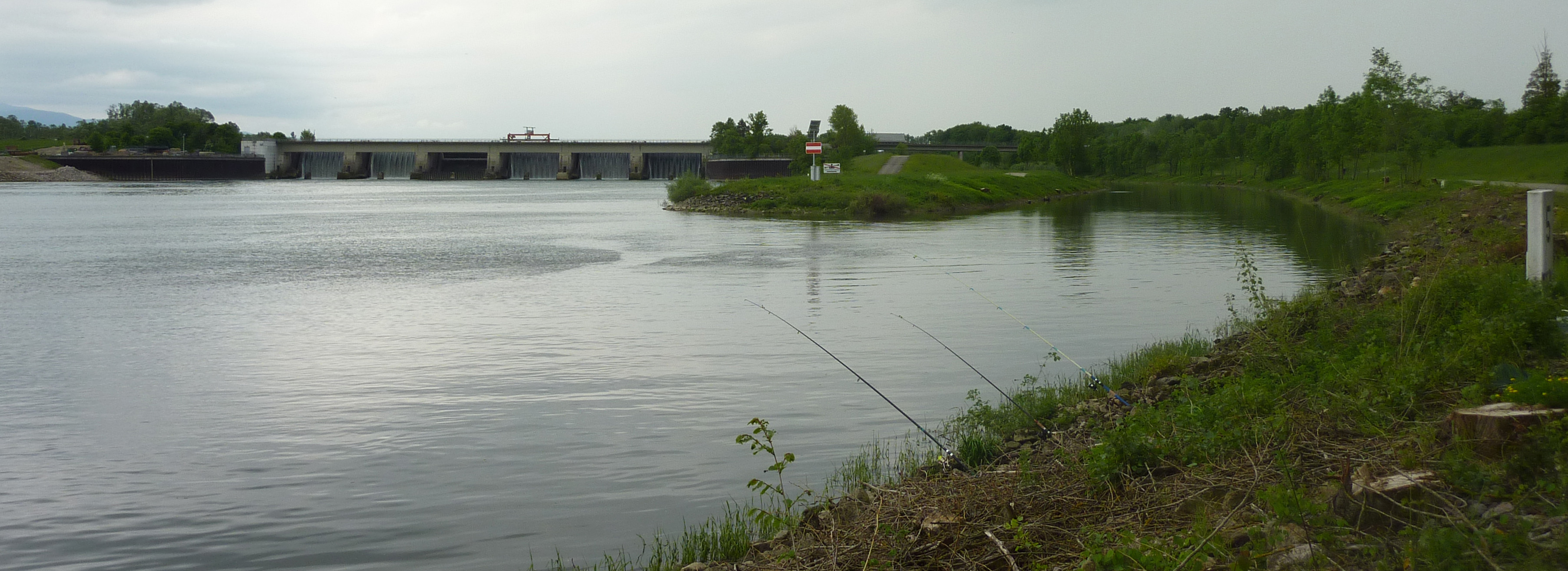
Modermündung am Rhein unterhalb der Staustufe Iffezheim